# Mithat Bayrak
Mithat Bayrak (3 de marzo de 1929 - 20 de abril de 2014) fue un luchador olímpico y entrenador turco, ganó dos medallas de oro en la categoría de peso wélter de lucha grecorromana masculina en los Juegos Olímpicos de Melbourne 1956 y Roma 1960.
Nació el 3 de marzo de 1929 en Adapazarı, provincia de Sakarya, comenzó en 1948 a luchar en el club de Sakarya Güneş Spor. Tras su ingreso en el equipo nacional, fue entrenado por luchadores de renombre como son: Gazanfer Bilge, Mehmet Oktav, Hüseyin Erkmen y Celal Atik. Mithat Bayrak ganó la medalla de oro en dos ocasiones para Turquía en los Juegos Olímpicos.
Dejó su carrera internacional después de los Juegos Olímpicos de 1960 y emigró a Alemania, donde se unió al club deportivo de lucha KSV Witten 07. Allí, luchó casi 20 años más y ejerció también como entrenador.
Después del retiro de su carrera, tuvo un restaurante en Witten, Alemania.